# Atkinsoniella insignata
Atkinsoniella insignata är en insektsart som först beskrevs av Haupt 1924.  Atkinsoniella insignata ingår i släktet Atkinsoniella och familjen dvärgstritar. Inga underarter finns listade i Catalogue of Life.